# 杰纳布铁路桥
杰纳布铁路桥是印度查谟和克什米尔中央直辖区的一座跨过杰纳布河的钢筋混凝土铁路拱桥，连接了两岸的查谟专区与雷阿西縣，建成时是世界上桥面高度最高的铁路桥。